# Aftermath (롤링 스톤스의 음반)
《Aftermath》는 1966년 4월 데카 레코드를 통해 발표된 롤링 스톤스의 네 번째 영국 정규 음반이다. 미국에서는 런던 레코드를 통해 1966년 6월 발표되었다. 음반은 밴드의 예술적 측면에서 중대한 지점으로 평가받고 있다. 그 이유로는 전곡을 재거-리처즈가 작곡했으며, 브라이언 존스의 시타르, 애팔래치아 달시머, 마림바, 일본 코토, 기타, 하모니카, 건반 등 다양한 악기 연주를 들 수 있다. 그러나 음악은 여전히 시카고 전자 블루스에 뿌리가 있다. 롤링 스톤스가 처음으로 미국에서 전곡을 녹음하였고, 또한 처음으로 진정한 스테레오로 출시된 음반은 50분을 넘기는 재생시간을 기록한 초창기 록 음반 중 하나이며 10분을 상회하는 재생시간을 가진 〈Goin' Home〉을 수록하고 있다.
2002년 8월 음반은 새롭게 리마스터되어 영국판에만 실린 비스테레오 믹스 곡 〈Mother's Little Helper〉을 수록하여 전 세계에서 CD, SACD 디지팩으로 출시되었다. 음반은 롤링 스톤 성정 역사상 가장 위대한 음반 500위에서 109위에 올랐다. 음반은 로버트 다이머리의 《죽기 전에 꼭 들어야 할 앨범 1001》에 들어갔다.

## 곡 목록
모든 곡들은 믹 재거와 키스 리처즈가 작사/작곡하였다.
| #  | 제목                       | 재생 시간 |
| -- | -------------------------- | --------- |
| 1. | 〈Mother's Little Helper〉 | 2:44      |
| 2. | 〈Stupid Girl〉            | 2:56      |
| 3. | 〈Lady Janr〉              | 3:08      |
| 4. | 〈Under My Thumb〉         | 3:41      |
| 5. | 〈Doncha Bother Me〉       | 2:41      |
| 6. | 〈Goin' Home〉             | 11:13     |

| #   | 제목                    | 재생 시간 |
| --- | ----------------------- | --------- |
| 7.  | 〈Flight 505〉          | 3:27      |
| 8.  | 〈High and Dry〉        | 3:08      |
| 9.  | 〈Out of Time〉         | 5:37      |
| 10. | 〈It's Not Easy〉       | 2:56      |
| 11. | 〈I Am Waiting〉        | 3:11      |
| 12. | 〈Take It or Leave It〉 | 2:47      |
| 13. | 〈Think〉               | 3:09      |
| 14. | 〈What to Do〉          | 2:32      |

## 미국판
이 음반은 1996년 6월 여섯 번째 미국 정규 음반이고, 미국 빌보드 앨범차트 2위를 기록했고, 〈Paint It Black〉 대표곡으로 꼽혔고, 1989년 기준으로 미국에서 1백만 장의 판매고를 넘어섰다. 

### 곡 목록
모든 곡들은 믹 재거와 키스 리처즈가 작사/작곡하였다.
| #  | 제목                 | 재생 시간 |
| -- | -------------------- | --------- |
| 1. | 〈Paint It Black〉   | 3:22      |
| 2. | 〈Stupid Girl〉      | 2:56      |
| 3. | 〈Lady Jane〉        | 3:08      |
| 4. | 〈Under My Thumb〉   | 3:41      |
| 5. | 〈Doncha Bother Me〉 | 2:41      |
| 6. | 〈Think〉            | 3:09      |

| #   | 제목              | 재생 시간 |
| --- | ----------------- | --------- |
| 7.  | 〈Flight 505〉    | 3:27      |
| 8.  | 〈High and Dry〉  | 3:08      |
| 9.  | 〈It's Not Easy〉 | 2:56      |
| 10. | 〈I Am Waiting〉  | 3:11      |
| 11. | 〈Goin' Home〉    | 11:13     |

## 참여 인원
롤링 스톤스
- 믹 재거 – 리드 보컬, 백 보컬, 하모니카, 타악기
- 키스 리처즈 – 기타, 백 보컬
- 브라이언 존스 – 리듬 기타, 슬라이드 기타, 피아노, 오르간, 하프시코드, 마림바, 시타르, 타악기, 하모니카, 코토
- 빌 와이먼 – 베이스 기타, 백 보컬
- 찰리 와츠 – 드럼, 타악기

추가 인원
- 잭 니체 – 피아노, 오르간, 하프시코드, 타악기
- 이언 스튜어트 – 피아노, 오르간

## 인증
| 국가                       | 인증     | 판매량/출하량 |
| -------------------------- | -------- | ------------- |
| 영국 (BPI)                 | 실버     | 60,000^       |
| 미국 (RIAA)                | 플래티넘 | 1,000,000^    |
| ^출하량을 기반으로 한 인증 |          |               |

## 같이 보기
- 브리티시 인베이전